# 메꽃
메꽃은 메꽃과에 딸린 여러해살이풀이다. 한국·중국·일본 등지에 분포한다. 땅 속의 백색 뿌리줄기에서 덩굴성 줄기가 나와 다른 것에 감겨 올라간다. 잎은 어긋나며 잎자루가 길고, 긴 타원형 바소꼴이며, 잎밑이 귀 모양이다. 꽃은 6-8월에 잎겨드랑이에서 긴 꽃줄기가 나와 자루 끝에 엷은 홍색의 큰 꽃이 핀다. 꽃받침은 5조각이고 녹색 꽃턱잎이 양면으로 싸며 꽃부리는 깔때기 모양이다. 5개의 수술과 1개의 암술이 있으며, 보통 열매를 맺지 않는다. 뿌리줄기와 어린잎은 식용한다.